# Kovács Frigyes (építész)
Kovács Frigyes, született: Kaufmann (Budapest, 1875. január 28. – Budapest, 1944. február 19.) zsidó származású magyar építész és építőmester.

## Élete
Magyarországi zsidó családban született, szülei Kaufmann Henrik pálinkagyáros és Baumgarten Júlia, bátyja Kovács Károly (1863–1935), nevelt fia, Székely-Kovács Ferenc (1901–1957) szintén építész. Kaufmann családi nevét 1894-ben Kovácsra változtatta.
Tanulmányait a műegyetemen, azután Bécsben végezte. 1896-ban szerzett építőmesteri igazolványt. 1904-től fivérével a Doloment padlógyár vezetője. Felesége Prosznitz Vilma (1879-1940) volt, akivel 1908. július 12-én kötött házasságot Budapesten.
1944 februárjában hunyt el szívbénulás következtében. A Farkasréti temetőben helyezték nyugalomra.

## Ismert épületei

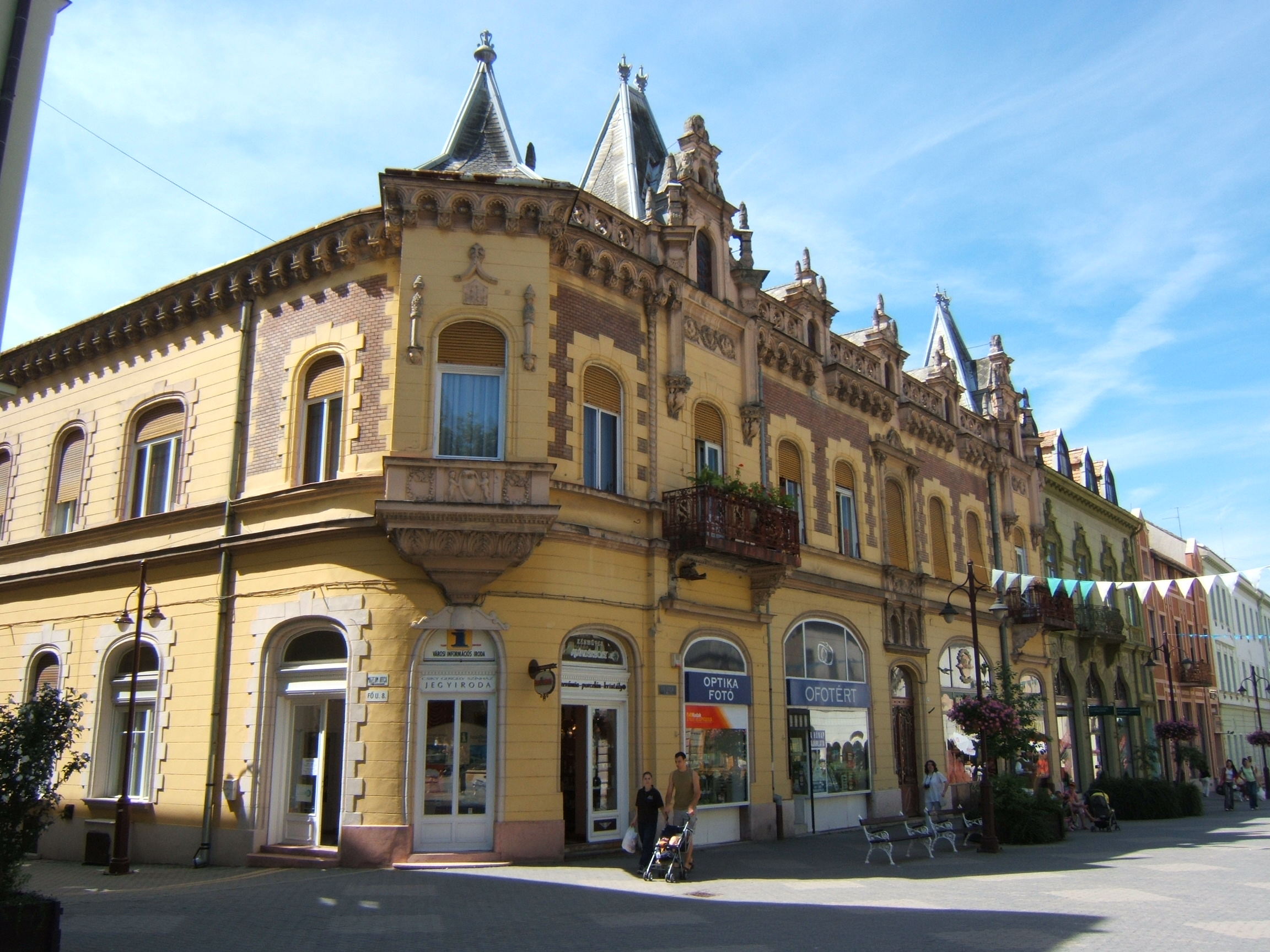
Kemény-palota, Kaposvár

1911-ben a zentai városháza tervpályázatán az első díjat és a kivitelt nyerte. Számos bérházat, villát és gyárépületet épített, Budapesten a pénzügyminisztérium technikai központját, továbbá az ungvári takarékpénztárát, a mezőkövesdi városházát, a sarkadi tisztviselőtelep épületeit.
- 1890-es évek: lakóház, Budapest, Szív u. 38.[10]
- 1890-es évek: lakóház, Budapest, Angyal u. 28.[10]
- 1890-es évek: lakóház, Budapest, Kis-Rókus u. 11.[10]
- 1890-es évek: lakóház, Budapest, Apostol u. 23.[10]
- 1890-es évek: lakóház, Budapest, Nagymező u. 26.[10]
- 1899: lakóház, Budapest, Rózsa u. és Szegfű u. sarkán (1997-ben felújították)[10]
- 1900-as évek: Doloment padlógyár épülete, Budapest, Rózsa u. 45.[10]
- 1900-as évek: lakóház, Budapest, Mészáros u. 12.[10]
- 1900-as évek: lakóház, Budapest, Mészáros u. 40.[10]
- 1900-as évek: lakóház, Budapest, Zsigmond (Frankel Leó) u. 44[10]
- 1900-as évek: lakóház, Budapest, Krisztina tér 7.[10]
- 1900-as évek: lakóház, Budapest, Munkácsy u. 21.[10]
- 1900-as évek: lakóház, Budapest, Városkúti út 12.[10]
- 1904: Kemény-palota, Kaposvár, Fő u.[11]
- 1905: lakóház, Budapest, Fürdő u. (Frankel Leo út) 68.[10]
- 1906: lakóház, Budapest, Munkácsy Mihály u. 22.[12]
- 1910-es évek: csiszolóáru-gyár és pezsgőgyár, Budapest[10]
- 1910-es évek: cukorgyár és tisztviselőtelep, Sarkad[10]
- 1910-es évek: fűrészgyár, Arad[10]
- 1910-es évek: fűrészgyár, Csáktornya[10]
- 1910-es évek: magtenyésztő, Monor[10]
- 1910-es évek: konzervgyár, Budakalász[10]
- 1910-es évek: tésztagyár, Újvidék[10]
- 1910-es évek: áruház, Nagykanizsa[10]
- 1910-es évek: gőzfürdő, Mezőkövesd[10]
- 1910-es évek: banképület, Marcali[10]
- 1910-es évek: bérház, Budapest, a Podmaniczky u. és a Szinyei Merse Pál u. sarkán[10]
- 1910-es évek: családi ház, Budapest, Küküllő u. 14.[10]
- 1910-es évek: Takarékszövetkezet épülete, Ungvár[10]
- 1914: Városháza, Zenta[10]
- 1920-as évek: lakóház, Budapest, Frankel Leó u. 8.[10]
- 1920-as évek: villa, Budapest, Naphegy (a sajátja mellett)[10]
- 1920-as évek: villa, Budapest, Stefánia út  [10]
- 1930: Nemes-ház: Budapest, Ugocsa u. 20.[10]
- ? nyaralók, Budapest, Kelenhegyi út[10]
- ? nyaralók, Budapest, Rézmál[10]
- ?: Városháza, Mezőkövesd[9]

### Egyéb alkotásai
- 1902: Kossuth Lajos szobra, Tataros (Holló Barnabás szobrásszal)[10]